# VAIO
VAIO Corporation (Visual Audio Intelligent Organizer) is een fabrikant van laptops en personal computers. VAIO was oorspronkelijk een merk van Sony Corporation, geïntroduceerd in 1996. Om zich te concentreren op mobiele apparaten verkocht Sony in februari 2014 zijn pc-activiteiten aan de beleggingsonderneming Japan Industrial Partners, in het kader van een herstructurering. Sony behoudt een minderheidsbelang in de nieuwe onafhankelijke onderneming.

## Z Canvas
VAIO's eerste nieuwe computer was de VAIO Z Canvas 2-in-1 PC, die 23 september 2015 werd uitgebracht in de Verenigde Staten. Met een 12,3 inch LCD WQXGA+ 2560 x 1704 IPS multi-touchscherm met digitizer stylus (pen) mogelijkheden deed de Z Canvas denken aan het ontwerp van de Microsoft Surface Pro 3. De Z Canvas wordt echter geleverd met Windows 10 Pro en is beschikbaar als een Microsoft Signature PC. Het apparaat heeft een Intel Core i7 processor, een Intel Iris Pro Graphics 5200, een 2de generatie PCIe SSD met PCIe Gen.3 compatibiliteit (tot 1TB) of SATA/M.2 voor de 256GB versie, en tot 16 GB geheugen.
De Z Canvas was vooral gericht op professionals en IT-ers, maar VAIO had ook plannen om te beginnen met het verkopen van thuiscomputers.